# 기타쿠다라촌
기타쿠다라촌(일본어: 北百済村)은 일본 오사카부 히가시나리군에 있던 촌이다. 현재의 오사카시 히가시스미요시구 구와즈, 이마하야시, 구마타, 이마카와에 해당한다.

## 지리
히가시나리군 중앙에서 약간 동남쪽에 위치하며, 동서 약 13마을(약 1.4km), 남북 약 20마을(약 2.1km), 면적 0.1233방리(1.9평방킬로미터)의 지역이었다. 동쪽은 히라노고정 나카가와치군 다쓰미촌, 서쪽은 다나베정, 덴노지촌, 북쪽은 이쿠노촌, 남쪽은 미나미쿠다라촌과 각각 접해 있었다. 

## 역사
- 1889년 4월 1일 - 정촌제 시행에 의해 스미요시군 기타쿠다라촌이 성립하였다.
- 1896년 4월 1일 - 군 통합에 의해 히가시나리군으로 이관되었다.
- 1925년 4월 1일 - 제2차 시역 확장에 의해 오사카시에 편입해 스미요시구가 되었다.
- 1943년 4월 1일 - 분구에 의해 히가시스미요시구가 되었다.

## 참고문헌
- 『東成郡誌 下巻』（1923年 東成郡役所編集 / 1973年 復刻版 株式会社名著出版）
- 『東住吉区史』